# Bergwerksbahn Oviedo–Villapérez
| Die Couillet-Lokomotive Nr. 3 der Feldbahn |                     |                               |                               |
| Streckenlänge: | 7,1 km              |                               |                               |
| Spurweite: | 600 mm (Schmalspur) |                               |                               |
| Minimaler Radius: | 50 m                |                               |                               |
| |                     |                               |                               |
| Schienenseilbahn- (blau) und Feldbahnstrecken (rosa)\| \| \| \| m ü.d.M. \| \| \| 7,101 \| Villapérez-Gebiet \| 280–312 m \| \| \| \| Encornada \| \| \| \| \| Guyences \| \| \| \| \| Fitoria \| \| \| \| 3,372 \| Naranco-Gebiet \| 510–575 m \| \| \| \| Postora \| \| \| \| 2,652 \| Peña’l Fuelle \| 510 m \| \| \| \| Schienenseilbahn \| \| \| \| \| Constante \| \| \| \| 2,000 \| \| \| \| \| 0,129 \| San Pedro de los Arcos \| 261,5 m \| \| \| \| Schienenseilbahn \| \| \| \| 0,000 \| Oviedo \| 230 m \| \| \| \| Oviedo Nordbahnhof der A.G.L. \| \| |                     |                               |                               |
| |                     |                               | m ü.d.M.                      |
| Kopfbahnhof Streckenanfang (Strecke außer Betrieb) | 7,101               | Villapérez-Gebiet             | 280–312 m                     |
| Haltepunkt / Haltestelle (Strecke außer Betrieb) |                     | Encornada                     | Encornada                     |
| Haltepunkt / Haltestelle (Strecke außer Betrieb) |                     | Guyences                      | Guyences                      |
| Haltepunkt / Haltestelle (Strecke außer Betrieb) |                     | Fitoria                       | Fitoria                       |
| Kopfbahnhof Streckenanfang (Strecke außer Betrieb) · Strecke (außer Betrieb) | 3,372               | Naranco-Gebiet                | 510–575 m                     |
| Haltepunkt / Haltestelle (Strecke außer Betrieb) · Strecke (außer Betrieb) |                     | Postora                       | Postora                       |
| Kopfbahnhof mit U-Bahn Streckenende und Streckenanfang (Strecke außer Betrieb) · Strecke (außer Betrieb) | 2,652               | Peña’l Fuelle                 | 510 m                         |
| Strecke (außer Betrieb) |                     | Schienenseilbahn              | Schienenseilbahn              |
| U-Bahn-Kopfbahnhof mit Eisenbahn Streckenende und Streckenanfang (Strecke außer Betrieb) · Strecke (außer Betrieb) |                     | Constante                     | Constante                     |
| Strecke nach links (außer Betrieb) · Abzweig geradeaus und von rechts (Strecke außer Betrieb) | 2,000               |                               |                               |
| Kopfbahnhof mit U-Bahn Streckenende und Streckenanfang (Strecke außer Betrieb) | 0,129               | San Pedro de los Arcos        | 261,5 m                       |
| |                     | Schienenseilbahn              |                               |
| U-Bahn-Kopfbahnhof Streckenende (Strecke außer Betrieb) | 0,000               | Oviedo                        | 230 m                         |
| Bahnhof quer |                     | Oviedo Nordbahnhof der A.G.L. | Oviedo Nordbahnhof der A.G.L. |

Die Bergwerksbahn Oviedo–Villapérez  war eine etwas mehr als 7 km lange Feldbahn mit einer Spurweite von 600 mm, die 1880–1916 von Oviedo zu den Eisenerzminen im Villapérez- und Naranco-Gebiet in Asturien führte.

## Geschichte
Der industrialisierte Untertagebau von Eisenerz in Asturien begann um 1879, obwohl der Bergbau auf dem Monte Naranco mindestens seit dem 17. Jahrhundert nachweisbar ist. Das Erz wurde in Villapérez und Lillo von der Sociedad Fábrica de Mieres abgebaut, einem der Bergbau- und Eisenhüttenunternehmen, die die Industrialisierung in Asturien einleiteten.
Der Bau der Bergwerksbahn, die das Eisenerz zum Bahnhof Noroeste in Oviedo bringen sollte, von wo aus das Erz nach Mieres transportiert werden konnte, begann 1879. Am 23. März 1879 änderte die Compañia Numa Gilhou ihren Namen in Sociedad Fábrica de Mieres. Das Eisenerz kommt auf dem Monte Naranco in zwei Schichten verteilt vor, die Piquete und Naranco genannt werden. Diese sind jeweils zwischen eisenhaltigen Sandsteinen aus dem Devon und Gebirgskalksteinen eingebettet, die durch Faltung aufgewölbt wurden. Die Piquete-Schicht ist zwischen 1 und 2 ½ m dick und hat einen Eisengehalt von 40 bis 42 %. Die Naranco-Schicht ist nur 1 bis 1 ½ m dick und hat einen Eisengehalt von 38 %.
Der Abbau erfolgte zu unterschiedlichen Zeiten in zwei verschiedenen Gebieten: Das Villapérez-Gebiet befindet sich östlich des Monte Naranco in der Nähe des Río Nora und das Naranco-Gebiet liegt bei Oviedo. Die Ausbeutung im Villapérez-Gebiet begann 1879 mit der Eröffnung von Stollen in den Schluchten Fuentenueva, Piquete und Gamoneda, die die Ausbeutung in vier Etagen (pisos) oder Werkstätten (talleres) mit einer Höhe von 30 Metern unterteilten, wobei die Stollen fast 400 Meter lang waren. Die Grubenbaue dieser Gruppe befanden sich zwischen 280 und 312 m über dem Meeresspiegel. Das angewandte Abbausystem war das der aufsteigenden Gruben mit anschließender Auskleidung, ein geeignetes System, da die Piquete-Schicht hier fast senkrecht verläuft. Ab 1907 wurde der Abbau in dieser Gruppe eingestellt, da die Leistung und der Gehalt der Piquete-Schicht, der einzigen Schicht, die von dieser Gruppe profitierte, abnahm. Bis zu diesem Zeitpunkt und seit 1879 wurden in diesem Gebiet 400.000 Tonnen Erz gewonnen.
Das Naranco-Gebiet lag zwischen 510 und 575 m über dem Meeresspiegel näher bei Oviedo und oberhalb des Villapérez-Gebiets in der Nähe des Gipfels des Berges Naranco. Die Ausbeutung begann 1902, als die Produktion im Villapérez-Gebiet zu sinken begann. Hier gab es nur die Naranco-Schicht, die in einen geringeren Eisengehalt hatte als die Piquete-Schicht. Die Arbeiten begannen mit der Anlegen eines 200 m langen Stollens an der Südseite des Berges, der der Schicht durch zwei Stollen folgte: einen im Süden, der nach 1000 m am Nordhang des Berges Narenco in der Pevidal-Schlucht an die Oberfläche kam, und einen weiteren im Nordwesten mit einer Entfernung von 200 m. Diese Felder waren in Etagen (pisos) unterteilt, mit einer durchschnittlichen Höhe von 30 Metern. Im Jahr 1911 gab es im Naranco-Gebiet vier Werkstätten (talleres) mit 36 Gruben und insgesamt 2.050 m Stollen. Die Naranco-Schicht liegt in diesen Gebiet entweder senkrecht, schräg oder horizontal, so dass der Abbau zum Teil ohne Verfüllung und ohne Pfeiler erfolgen konnte. In diesem Gebiet wurden zwischen 1902 und 1915 insgesamt 425.000 Tonnen Eisenerz gefördert, was darauf hindeutet, dass der Abbau viel intensiver war als im Villapérez-Gebiet.
Im Jahr 1915, dem letzten Jahr der Förderung, waren insgesamt 95 Arbeiter in den Minen und auf der Eisenbahn beschäftigt. In den Jahren 1916 und 1917 wurden in den Bergwerken nur noch Wartungsarbeiten durchgeführt. Die Fabrik von Meres wurde während des Ersten Weltkriegs hauptsächlich aus anderen Eisenerzgruben beliefert.

## Bau der Bergwerksbahn
Im Jahr 1878 erhielt der Stadtrat von Oviedo einen Antrag auf Genehmigung für den Bau der Bergwerksbahn auf den Monte Naranco, der Bedenken auslöste, da man befürchtete, dass der Bau der Bahn die Wasserversorgung von Fitoria beeinträchtigen würde, da diese parallel zu der der zukünftigen Bahnlinie verlief.
Am 1. Februar 1880 wurde die ursprünglich 7101 Metern lange Bergwerksbahn zwischen dem Villapérez-Gebiet und dem von der Compañía de los Ferrocarriles de Asturias, Galicia y León betriebenen Nordbahnhof von Oviedo eingeweiht mit einer ursprünglichen Länge von 7,1 km. Die Gesamtkosten für den Bau der Eisenbahn beliefen sich auf 129.906 Peseten, einschließlich der 19.798 Peseten für Enteignungen.

## Streckenverlauf

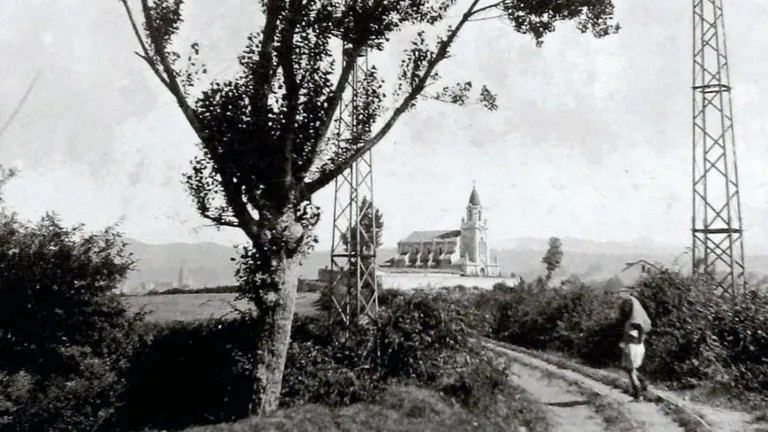
Bergwerksbahn oberhalb des Nordbahnhofs von Oviedo, der sich unter dem Hügel von San Pedro da Los Arcos befindet, neben der gleichnamigen Kirche im Hintergrund

Die Bergwerksbahn begann am Bahnhof von Oviedo auf einer Höhe von 230 Metern. Dort gab es ein Gleis, auf dem eine Kippvorrichtung installiert war, um das Erz von den Waggons der Grubenbahn auf die Breitspurwaggons umzuladen. Die Waggons fuhren auf einer zweigleisigen Schiefen Seilebene, die auf einer Länge von 128,89 Metern einen Höhenunterschied von 31,5 Metern überwand. Die Wagen wurden jeweils von einem auf eine Spule aufgewickelten Stahlseil mit einem Durchmesser von 10 mm im Gleichgewicht gehalten. Die beiden Seiltrommeln waren durch eine horizontale Achse verbunden und beide am oberen Ende des Schrägaufzugs installiert. Dort, auf dem Hügel von San Pedro de los Arcos, befand sich der Ausgangspunkt der Strecke Oviedo–Villaperez, und an diesem Ort gab es die für die Manöver notwendigen Gleise, ein Lokomotiv-Depot, eine Drehscheibe zum Wenden und einen Wassertank für das Befüllen der Dampflokomotiven.
Die Strecke war 7.101 m lang, davon waren 4.015 m gerade und 3.086 m gebogen. Die gesamte Strecke verlief entlang des Hangs des Monte Naranco und war an dessen Relief angepasst, um größere Bauarbeiten zu vermeiden, so dass die Kurvenradien zwischen 50 und 70 Metern lagen, wobei nur sechs mehr als 100 Meter lang waren Zu Beginn der Trassierung bestand jedoch auf einer Länge von 617,9 Metern ein Gefälle von 16 mm/m und auf einer Länge von 617,9 Metern ein Gefälle von 19 mm/m. Das Gefälle ist 3 Meter breit, was, weil die Trassierung immer auf halber Strecke entlang der Straße verläuft, eine vollständige Erdbewegung erforderlich machte, um die gesamte Straße bewegen zu können. Insgesamt mussten 33.831 Kubikmeter Böschungen und Aushub bewegt werden, d. h. 4,76 Kubikmeter für jeden Meter eingeebneter Fläche.
Für zwei Brücken über kleine Bäche wurden in der Fabrik von Meres hergestellte Metallprofile verwendet. Die Strecke erreichte zunächst Guyences und schließlich Villapérez, den Endpunkt der Strecke, wo kurze Stumpfgleise verwendet wurden, um die verschiedenen Stollenmundlöcher der Villapérez-Gruppe zu bedienen. Hier gab es auch eine Drehscheibe und einen Wassertank für die Dampflokomotiven.

## Oberbau
Das für den Oberbau der Bergwerksbahn verwendete Gleismaterial wurde vollständig von der Sociedad Fábrica de Mieres hergestellt. Die verwendeten Vignol-Schienen hatten eine Metergewicht von 8 kg/m. Die Schwellen wurden aus Eichenholz mit einer Länge von 1 m hergestellt, wobei insgesamt 16.083 Stück verwendet wurden. Die Schienen wurden untereinander mit Verbindungslaschen und mit den Schwellen mit Gleisnägeln verbunden. Die Gesamtausgaben für das Schienenmaterial betrugen 1880 etwa 48.000 Peseten.

## Zweigstrecke zumNaranco-Gebiet

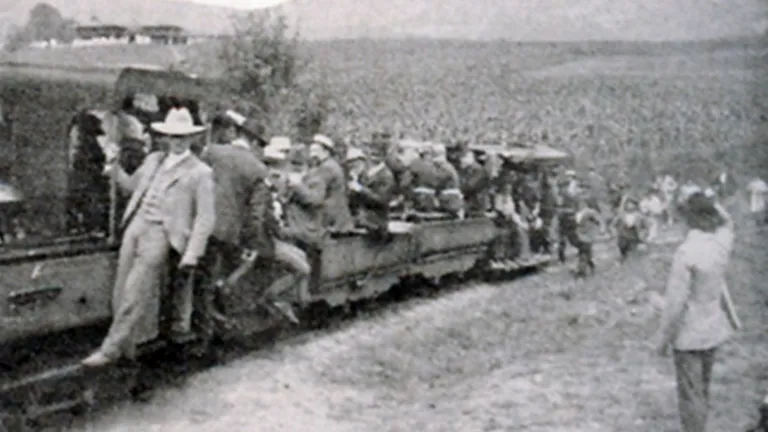
König Alfons XIII. auf der Bergwerksbahn

1902, als die Ausbeutung im Naranco-Gebiet begann, wurde bei Streckenkilometer 2 eine Abzweigung geschaffen, wo eine 652 Meter lange schräge Ebene beginnt, die eine Höhe von 510 Metern überwindet. Vom Scheitelpunkt dieser Ebene aus führte eine 720 m lange horizontale Nebenbahn in Richtung Westen zur „Narancti“-Gruppe. Die Eisenbahnwaggons fuhren früher paarweise auf dieser schiefen Ebene auf und ab.
Der horizontale Abschnitt im oberen Teil verläuft auf einer sehr steilen Böschung einem sehr steilen Abhang entlang. Von 1902 bis 1907 waren die Bahnstrecke ins Villapérez-Gebiet und ihre Abzweigung ins Naranco-Gebiet gleichzeitig in Betrieb. Nach der Stilllegung der Bergwerke im Villapérez-Gebiet 1907 wurde der mehr als 5 km lange Abschnitt von der Weiche an der Abzweigung ins Naranco-Gebiet bis ins Villaperez-Gebiet nicht mehr befahren. Im Jahr 1916 stellten auch die meisten Bergwerke im Naranco-Gebiet ihren Betrieb ein, aber in diesem und im darauffolgenden Jahr fuhr die Bahn wahrscheinlich sporadisch weiter, um die wenigen verbliebenen Minen zu bedienen.
Die Bahn wurde schließlich abgebaut und für mehrere Jahre auf einem umzäunten Gelände eingelagert.

## Schienenfahrzeuge

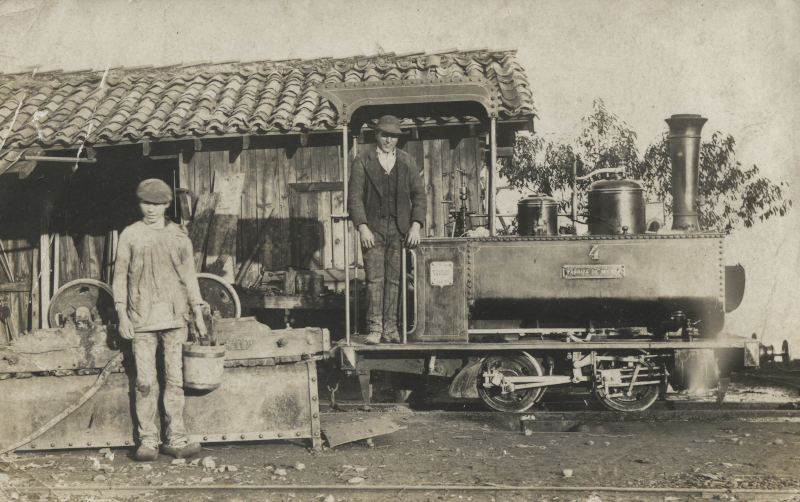
Couillet-Dampflokomotive Nr. 4 der Fábrica de Mieres in El Naranco, die Eisenerz von dort zum Nordbahnhof von Oviedo transportierte, ca. 1895

Die Bahn wurde mit Couillet-Dampflokomotiven betrieben, deren erste bereits 1877 hergestellt wurde, kurz bevor Paul Decauville eine ähnliche Corpet-Louvet-Lok 1878 auf der Weltausstellung Paris im Jardin d’Acclimatation vorgeführt hatte:
| Nr. | Werks-Nr./Baujahr | Ursprüngliche Nutzung                      | Stilllegung |
| --- | ----------------- | ------------------------------------------ | ----------- |
| 1   | Couillet 382/1877 | Ferrocarril Nicolasa a los Cribos (Ablana) | 1949        |
| 2   | Couillet 454/1879 | Ferrocarril Oviedo a Villapérez            | 1952        |
| 3   | Couillet 542/1881 | Ferrocarril Nicolasa a los Cribos (Ablana) | 1952–1955   |
| 4   | Couillet          |                                            |             |

Die für den Erztransport verwendeten Güterwagen bestanden hatten einen hölzernen Rahmen, der aus zwei Längsträgern und zwei Querträgern bestand, die in Längsrichtung durch einen Zugbolzen verbunden waren. Auf diesem Rahmen war ein 2,00 m langer, 1,30 m breiter und 0,40 m hoher Kasten aus 3 mm dickem Stahlblech angebracht, der ein Fassungsvermögen von mehr als 1 Kubikmeter hatte. Dieser Kasten hatte an einem Ende einen herunterklappbaren Schlag. Die Wagen hatten gusseiserne Räder mit einem Durchmesser von 0,45 m, die an einer beweglichen Achse befestigt waren. Die Wagen hatten jeweils eine Bremse, die mit einem einfachen Eisenhebel betätigt werden konnte. Das Gesamtleergewicht des Wagens betrug 670 kg und die maximale Zuladung 2000 kg Eisenerz.
Diese Wagen wurden vollständig von der Fábrica de Mieres selbst gebaut, einem Unternehmen, das unter anderem auch die Lokomotiven und die ersten Metallwagen für die Ferrocarril de Langreo herstellte. Diese Wagen wurden auch auf der Zweigstrecke ins Naranco-Gebiet eingesetzt.
Vor der Eröffnung der Bahn importierte die Fábrica de Mieres zwei Personenwagen mit je 8 Sitzplätzen aus dem Ausland mit der Absicht, sie für den Transport von Personal von Oviedo nach Villaperez zu verwenden, wie z. B. Ingenieure, Manager usw. Diese von der Bahngesellschaft gekauften Wagen wurden jedoch nicht für den Transport von Personal von Oviedo nach Villaperez verwendet. Die Wagen, die zu einem Preis von 852,15 Peseten pro Stück gekauft worden waren, wurden jedoch Anfang 1880 vom Zoll aufgehalten, weil der Zoll die Zahlung von Einfuhrabgaben gemäß den Tarifen für Eisenbahnwagen verlangte. Diese beliefen sich auf einen Betrag, der wesentlich höher war als der Preis der Wagen selbst, da auf sie der einzige bestehende Tarif für Eisenbahnwagen angewandt wurde, der für Breitspurwagen, die auf den allgemeinen Eisenbahnen verwendet wurden, vorgeschrieben war. Die Fábrica de Mieres weigerte sich, einen höheren Zollsatz als die Ware selbst zu zahlen, weshalb die Waggons beim Zoll eingelagert wurden, während über die Zollsenkung verhandelt wurde. Es ist nicht bekannt, ob sie jemals auf der Bahnstrecke von Oviedo nach Villaperez oder in Mieles ankamen oder ob sie aufgegeben wurden.

## Überreste

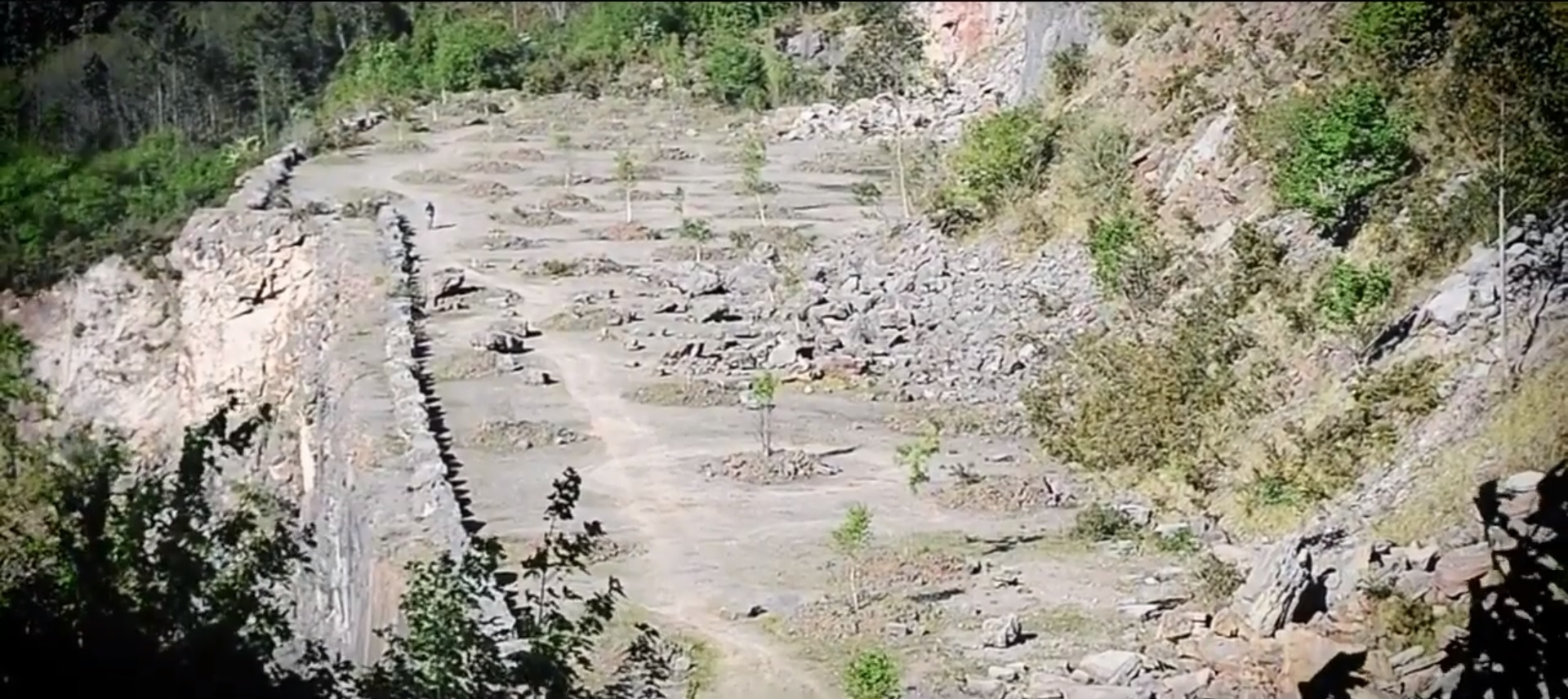
Wiederaufforstung im Villapérez-Gebiet

Auf den ersten zwei Kilometern in der Nähe des Bahnhofs von Oviedo, der sich heute mitten in der Stadt befindet, gibt es, keine Überreste dieser Bergwerksbahn mehr. Die schiefe Ebene und die Trasse der Zweigstrecke ins Naranco-Gebiet sind hingegen noch erkennbar. Ein Teil der Trasse wird heute unter dem Namen Pista Finlandesa als Trimm-dich-Pfad und Wanderweg genutzt.
Ein 2020 angelegter Mountainbike-Trail erschließt das Naranco-Gebiet.